# Perrou
Perrou (pɛ.ʁuⓘ) es una población y comuna francesa, situada en la región de Baja Normandía, departamento de Orne, en el distrito de Alençon y cantón de Juvigny-sous-Andaine.

## Demografía
| 687 | 525 | 523 | 504 | 495 | 413 |
| Para los censos de 1962 a 1999 la población legal corresponde a la población sin duplicidades (Fuente: INSEE [Consultar]) |     |     |     |     |     |